# 川崎鷹也
川崎 鷹也（かわさき たかや、1995年5月16日 - ）は、日本のシンガーソングライター、俳優。栃木県那須塩原市出身。既婚二児の父。

## 来歴
父がライブバーを経営しており、幼い頃から音楽は身近な存在であった。父は10-FEET、Hi-STANDARD、HAWAIIAN6などパンク・ロックやハードコア・パンクを好んでいたこともあり、店に出演するバンドもそれらのジャンルが多かった。ハードなパンク・ファッションを身につけたミュージシャンたちは怖い存在に映り、音楽の好みも違ったこともあり近寄りがたかったという。2013年、栃木県立黒磯南高等学校3年生の時に文化祭のステージに立ち、同級生 のピアノ伴奏でHYの「366日」とサザンオールスターズの「真夏の果実」を歌ったところ大変好評であった。父や4歳年上の兄とは違うジャンルの音楽で身を立てたいと決意。その翌日には両親に東京で音楽の勉強をしたいと意思表明をした。卒業後、上京。2014年4月、ミューズモード音楽院・ボーカル専攻に入学。専門学校へ入学後、ローンで6万円のギターを購入。これが初めて購入したギターであり、これまで一度もギターを弾いたことがなかった。
2016年3月、音楽院を卒業。同年、音楽プロジェクト「Bocco.」に参加。YouTubeを中心に活動し、2017年3月4日に象の鼻テラスにて初のワンマンライブ「Bocco.から ちょっといいうた始まります。vol.1」を開催し、初のシングル『空モヨウ』を発売したが、同年7月3日に解散を発表。ソロ活動をスタート。2018年7月25日、アルバム『I believe in you』をインディーズレーベル・S-Rise Music/Flying Voice Inc.よりリリース（後述「魔法の絨毯」のヒットにより、2021年5月26日に再発盤としてビクターエンタテインメントよりリリース）。2020年8月、TikTok上でアルバム収録曲である「魔法の絨毯」が人気となり同曲を使った動画が3万本以上アップされ、トータルの再生回数は3億回以上（2021年5月現在）、YouTubeの再生回数は9073万回（2023年12月現在）。Spotify「バイラルTop50」で14週に渡って1位を獲得。LINE MUSIC「アルバムトップ100」で1位にランクイン。2021年1月15日、シングル『サクラウサギ』を各種配信サイトでリリース。同年3月28日、品川インターシティホールにて『川崎鷹也 Acoustic LIVE 〜出会いと別れのひとり唄〜』を開催。2021年7月14日、作詞家・松本隆 作詞活動50周年トリビュート・アルバム『風街に連れてって!』に参加。川崎は『君は天然色』をカバー（オリジナル曲：大瀧詠一、作詞：松本隆/作曲：大瀧詠一/プロデュース：亀田誠治）。2021年は松本のアニバーサリーイヤーであることから特集を組んだテレビ番組や取材が多く、川崎も関連で出演する機会が増える。同年11月5日・6日に日本武道館で行われた“松本隆 作詞活動50周年記念 オフィシャル・プロジェクト『 風街オデッセイ2021』”と銘打った記念コンサートの初日に出演した。同年12月15日、初のメジャー・オリジナル・アルバム『カレンダー』をワーナーミュージック・ジャパンよりリリース。
2022年9月14日、カバーEP（Extended Play）シリーズ第一弾『白』をリリース。同年10月31日、栃木県宇都宮市で行われた『全国障害者スポーツ大会（栃木県大会）』閉会式典後のファイナルステージに、同じく栃木県出身の河口恭吾と出演。持ち歌の他にコラボ曲を披露した。2023年6月16日より公開の映画『魔女の香水』に出演、俳優デビュー。また、同作品の主題歌「オレンジ」を書き下ろした。また、同年6月12日よりNHK夜ドラ『褒めるひと褒められるひと』（NHK総合）でテレビドラマデビュー。

## 人物
- 2018年、同じ高校の2年先輩だった女性と結婚[2]。
- 2020年4月11日、既婚者であること、また第一子となる男児[10] の誕生を自身のTwitterで報告した[11]。
- 2024年12月1日、自身がパーソナリティを務めるTOKYO FM「川崎鷹也 MAGIC NOTE」の番組内で第二子が2024年10月末に誕生したことを報告した。

## ディスコグラフィ

### 配信限定シングル
|      | 配信日         | タイトル        | レーベル            | 規格                   | 収録アルバム | 備考                                                                   |
| ---- | -------------- | --------------- | ------------------- | ---------------------- | ------------ | ---------------------------------------------------------------------- |
| 1st  | 2021年1月15日  | サクラウサギ    | Warner Music D.N.A. | デジタル・ダウンロード |              |                                                                        |
| 2nd  | 2021年3月23日  | Answer          | WM Japan            | デジタル・ダウンロード |              | 漫画「眠れないオオカミ」とのコラボ楽曲                                 |
| 3rd  | 2022年1月21日  | Be yourself     | WM Japan            | デジタル・ダウンロード |              | テレビ朝日系テレビドラマ「もしも、イケメンだけの高校があったら」主題歌 |
| 4th  | 2022年4月21日  | Answer (2022)   | WM Japan            | デジタル・ダウンロード |              | 弾き語りとしてリリースした『Answer』の再レコーディング                 |
| 5th  | 2022年5月6日   | 愛の灯          | WM Japan            | デジタル・ダウンロード |              | パナソニック WEBムービー 「手書きのレシピ」挿入歌                      |
| 6th  | 2022年6月10日  | FLY HIGH        | WM Japan            | デジタル・ダウンロード |              | ANA (全日本空輸) CMソング                                              |
| 7th  | 2022年7月8日   | 愛燦燦          | WARNER MUSIC JAPAN  | デジタル・ダウンロード | 白           |                                                                        |
| 8th  | 2022年7月22日  | メロディー      | WARNER MUSIC JAPAN  | デジタル・ダウンロード | 白           |                                                                        |
| 9th  | 2022年8月12日  | 366日           | WARNER MUSIC JAPAN  | デジタル・ダウンロード | 白           |                                                                        |
| 10th | 2022年9月2日   | 悲しみの果て    | WARNER MUSIC JAPAN  | デジタル・ダウンロード | 白           |                                                                        |
| 11th | 2022年9月14日  | 元気を出して    | WARNER MUSIC JAPAN  | デジタル・ダウンロード | 白           |                                                                        |
| 12th | 2023年3月17日  | 4.11            | FLYING VOICE        | デジタル・ダウンロード | ぬくもり     |                                                                        |
| 13th | 2023年3月29日  | 愛の歌          | FLYING VOICE        | デジタル・ダウンロード | ぬくもり     | Netflixシリーズ「君に届け」主題歌                                      |
| 14th | 2023年10月20日 | メガネのうた    | FLYING VOICE        | デジタル・ダウンロード |              |                                                                        |
| 15th | 2024年4月3日   | Stardust Memory | WARNER MUSIC JAPAN  | デジタル・ダウンロード |              | テレ東アニメ「バーテンダー 神のグラス」OPテーマ                        |
| 16th | 2024年5月10日  | あこがれ        | WARNER MUSIC JAPAN  |                        |              | パナソニックIHクッキングヒーターWEBムービー「家族だけのレストラン」    |
| 17th | 2024年5月31日  | 愛心            | WARNER MUSIC JAPAN  |                        |              | 2024-2025ホールツアータイトル曲                                        |
| 18th | 2024年7月3日   | 夕陽の上        | WARNER MUSIC JAPAN  |                        |              | テレビ東京ドラマ「ひだまりが聴こえる」EDテーマ                         |
| 19th | 2024年8月23日  | 再会歌          | FLYING VOICE        |                        |              |                                                                        |

### 参加作品
| 発売日         | 楽曲                                        | 備考 |
| -------------- | ------------------------------------------- | --- |
| 2021年6月1日   | ひとりの戦士                                | 「川崎鷹也＆武井壮 with TEAM ATHLETE」名義。 武井が発起人となった「#スポーツを止めるな #音楽を止めるな」キャンペーンのキャンペーンソング。配信限定。 |
| 2021年7月14日  | 風街に連れてって!（びいだまレコーズ）       | 作詞家・松本隆の作詞活動50周年トリビュートアルバム。 大瀧詠一の楽曲「君は天然色」をカバー。                                                          |
| 2021年11月24日 | Stay Blue (feat. 川崎鷹也)                  | 河口恭吾のアルバム「No Rain No Flower」にゲストボーカルで参加。                                                                                      |
| 2023年2月8日   | 2月14日 feat.川崎鷹也                       | miwaのEP『バレンタインが今年もやってくる』収録の同曲にフィーチャリング参加。                                                                         |
| 2023年8月30日  | 君が僕の心臓じゃないせいで (feat. 川崎鷹也) | BAKの配信限定シングル。 |
| 2024年4月29日  | 366日 feat. 川崎鷹也                        | HYの配信限定シングル。366日第4話エンディングテーマ。                                                                                                 |
| 2024年12月4日  | Anata feat.川崎鷹也                         | 池内ヨシカツの配信限定シングル。モバイルバッテリーシェアリング「ChargeSPOT」と音楽のコラボ「Music Charge」第2弾。                                    |

### 楽曲提供
| アーティスト        | タイトル                    | 備考 |
| ------------------- | --------------------------- | --- |
| 上野優華            | 愛しい人、赤い糸            | アルバム「ヒロインにはなれなくて」（2021年6月9日）1曲目に収録。作詞・作曲                                    |
| 當山みれい          | 雨の音                      | 配信シングル（2022年2月9日）。作詞・作曲                                                                     |
| 松浦航大            | カメレオンヒーロー          | 配信シングル（2022年3月2日）。作詞・作曲                                                                     |
| SETA                | 30歳までひとりだったら      | 配信シングル（2022年4月20日）。作曲                                                                          |
| TOMORROW X TOGETHER | ひとりの夜 (Hitori no Yoru) | 韓国の5人組男性アイドルグループ 日本3rdシングル「GOOD BOY GONE BAD」（2022年8月31日）3曲目に収録。作詞・作曲 |

## タイアップ
| 起用年 | 楽曲             | タイアップ                                                              |
| ------ | ---------------- | ----------------------------------------------------------------------- |
| 2020年 | 手と手           | ショウワグローブ TEMRES イメージムービー（本人出演）                    |
| 2020年 | 魔法の絨毯       | LINEドラマ 「家族のLINEがしんどいw」主題歌                              |
| 2021年 | あなたへ         | BSテレ東 『日経ニュース プラス9』 エンディングテーマ                    |
| 2021年 | ぼくのきもち     | 「かながわMIRAIキャンペーン」タイアップソング                           |
| 2022年 | Be yourself      | テレビ朝日系ドラマ「もしも、イケメンだけの高校があったら」主題歌        |
| 2022年 | 愛の灯           | パナソニック WEBムービー 「手書きのレシピ」挿入歌                       |
| 2022年 | FLY HIGH         | ANA (全日本空輸) CMソング                                               |
| 2022年 | ずっとまもりたい | ニベアブランド CMソング                                                 |
| 2023年 | 愛の歌           | Netflixドラマ「君に届け」主題歌                                         |
| 2023年 | オレンジ         | 映画「魔女の香水」主題歌                                                |
| 2024年 | Stardust Memory  | テレビ東京アニメ「バーテンダー 神のグラス」オープニングテーマ           |
| 2024年 | あこがれ         | パナソニック IHブランドムービー「家族だけのレストラン」のテーマソング。 |
| 2024年 | 夕陽の上         | テレビ東京ドラマ「ひだまりが聴こえる」エンディングテーマ                |
| 2025年 | 曖昧Blue         | MBSドラマ「復讐カレシ〜溺愛社長の顔にはウラがある〜」主題歌             |

## 出演

### テレビ
- ももいろ歌合戦（2020年12月31日、BS日テレ・ニッポン放送・AbemaTV）
- ミュージックステーション
- うたコン（2021年2月23日[38]、NHK総合）
- シブヤノオト（2021年4月10日[39]、NHK総合）
- ミュージックフェア（2021年2月27日[40]、12月4日[41]、- フジテレビ）
- 音流〜ONRYU〜（2021年3月12日、8月13日、テレビ東京）
- NHK MUSIC SPECIAL 松本隆 50年 〜時代と人をつないだ作詞家〜（2021年7月15日、NHK総合） - 「君は天然色」を歌唱[42]
- 音楽の日2021（2021年7月17日、TBSテレビ） - 「魔法の絨毯」を歌唱[43]
- Sound Inn “S”（BS-TBS）
  - 松本隆トリビュートスペシャル（2021年7月17日） - 「君は天然色」を歌唱[44]
  - 2022年9月17日
- 関ジャム 完全燃SHOW レジェンド作詞家 松本隆特集（2021年8月1日、テレビ朝日） - 「君は天然色」を丸山隆平（関ジャニ∞）とツインボーカルで歌唱[45]
- 川崎鷹也 WOW!iSMーL!VEー from RITTOR BASE（2021年10月17日〈初回放送〉、歌謡ポップスチャンネル）[46][47]
- 行列のできる相談所（2021年11月21日、日本テレビ）
- 第63回日本レコード大賞（2021年12月30日、TBSテレビ） - 「君は天然色」を歌唱
- 第54回年忘れにっぽんの歌（2021年12月31日、テレビ東京） - 「君は天然色」を歌唱
- CDTVライブ!ライブ! 年越しスペシャル 2021→2022（2022年1月1日、TBSテレビ）
- 松本隆 作詞活動50周年記念 オフィシャル・プロジェクト 「風街オデッセイ2021」（2022年2月19日（初回放送）、WOWOW） - 「君は天然色」を歌唱
- Break Out #492（2022年2月24日、テレビ朝日）
- 音楽の日2022（2022年7月16日、TBSテレビ） - 「元気を出して」（竹内まりやのカバー）を歌唱
- UTAGE! 夏と秋の名曲! プロが本気で歌って踊る3時間SP（2022年9月1日、TBSテレビ） - 「若者のすべて」「プラネタリウム」「メロディー」を歌唱
- 人志松本の酒のツマミになる話（2023年7月14日、フジテレビ）

### ドラマ
- 褒めるひと褒められるひと（2023年6月12日 - 8月3日、NHK総合） - 坂東一 役[48][49]

### 映画
- 魔女の香水（2023年6月16日公開、アーク・エンタテインメント） - 河原優也 役[50]

### ラジオ
- 川崎鷹也のラジオで夜な夜なひとり歌 （2018年11月11日、ニッポン放送）
- 川崎鷹也の365ラジオ（2021年11月3日 - 12月29日〈全9回〉、InterFM897）[51]
- 土曜ワイドラジオTOKYO ナイツのちゃきちゃき大放送（2022年3月12日[52]、TBSラジオ） - トークコーナー「TOKYOよもやま話」ゲスト
- アーティスト・プロデュース・スーパー・エディション（2022年8月、JFNC）
- 山崎怜奈の誰かに話したかったこと。（TOKYO FM）
  - トークコーナー「誰かに聞きたかったこと。」ゲスト（2022年9月14日、2024年7月2日[注釈 2]、2025年5月21日[注釈 3]）
  - 代理パーソナリティ[注釈 4]（2023年2月28日）[55]
- 川崎鷹也 MAGIC NOTE（2022年10月7日 - 、TOKYO FM） - パーソナリティ[56]
- THE TRAD（2025年5月21日、TOKYO FM） - パーソナリティ（番組上の肩書は“副店長”）代理[注釈 5]

## ライブ情報
ワンマンライブ
| 開催日                         | タイトル                                                                          | 会場 | 備考 |
| ------------------------------ | --------------------------------------------------------------------------------- | --- | --- |
| 2020年 11月6日                 | 川崎鷹也 ワンマンライブ "Masic～魔法の絨毯にのって～"                             | TSUTAYA O-EAST（東京都） | |
| 2021年 2月9日                  | サクラウサギMV公開記念 -Special Acoustic LINE LIVE                                | LINE LIVE（オンライン） | |
| 2021年7月22日 - 7月23日        | 川崎鷹也 東京・大阪「みんなで繋がる広がる輪」                                     | ２会場2公演 - 7月22日 BIG CAT（大阪府） - 7月23日 ヒューリックホール東京（東京都） | |
| 2021年12月18日 - 2022年1月15日 | 川崎鷹也 東京・大阪ライブツアー カレンダー、めくる日々に丸をつけた                | 2会場2公演 - 12月18日 ヒューリック東京（東京都） - 1月15日 なんばHatch（大阪府） | |
| 2022年 3月23日                 | TOUCH                                                                             | WWW X（東京都） | uP!!!にて独占生配信 パーソナリティ:芦沢ムネト |
| 2022年 5月28日                 | 那須塩原市黒磯文化会館 開館40周年記念 川崎鷹也 凱旋弾き語りライブ                 | 那須塩原市黒磯文化会館 大ホール（栃木県） | |
| 2022年 7月31日                 | 川崎鷹也 弾き語りライブ                                                           | 松前総合文化センター 広域学習ホール（愛媛県） | |
| 2022年10月6日 - 10月14日       | 川崎鷹也 Billboard Liveツアー「WHITEーあなたに贈る歌ー」                          | 3会場6公演 - 10月6日 [1st stage]18:00 [2nd stage]21:00 Billboard Live TOKYO（東京都） - 10月9日 [1st stage]15:00 [2nd stage]18:00 Billboard Live YOKOHAMA（神奈川県） - 10月14日 [1st stage]18:00 [2nd stage]21:00 Billboard Live OSAKA（大阪府） | Produced by 武部聡志 |
| 2022年 10月23日                | 川崎鷹也 × KTS special live                                                       | 川商ホール 第1ホール（鹿児島県） | |
| 2023年3月24日 - 7月1日         | 川崎鷹也 Live Tour 2023『あなたとのぬくもり』                                     | ９会場9公演 - 3月24日 KT Zepp Yokohama（神奈川県） - 4月2日 石川県立音楽堂 コンサートホール（石川県） - 4月7日 ダイアモンドホール（愛知県） - 4月15日 周南市文化会館 大ホール（山口県）［※延期］ - 4月21日 Zepp Namba（大阪府） - 4月29日 沖縄市民会館 大ホール（沖縄県） - 5月13日 スカラエスパシオ ホール（福岡県） - 5月14日 トークネットホール仙台 大ホール（宮城県） - 5月18日 Zepp Haneda（東京都） - 7月1日 周南市文化会館 大ホール（山口県）［※振替公演］ | 神奈川、愛知、大阪、福岡、東京公演は、バンド編成でのライブ。石川、沖縄、宮城、山口公演は、弾き語りライブ。 名古屋公演後、声が出なくなり、4月15日の山口公演は延期となり、7月1日に振替公演を行った。 沖縄公演では、スペシャルゲストとしてHYの仲宗根泉が登場し、2人で366日を歌唱した。 |
| 2023年9月9日 - 11月26日        | 川崎鷹也 弾き語り TOUR 2023「ぬくもり～旅の途中～」                               | 9会場9公演 - 9月9日 名寄市民文化センター EN-RAY HALL（北海道） - 9月18日 鳥栖市民文化会館 大ホール（佐賀県） - 9月24日 紀南文化会館 大ホール（和歌山県） - 10月14日 由利本荘市文化交流館 カダーレ 大ホール（秋田県） - 11月3日 ユメニティのおがた 大ホール（福岡県） - 11月11日 ホクト文化ホール 大ホール（長野県） - 11月19日 高周波文化ホール 大ホール（富山県） - 11月23日 沼津市民文化センター 大ホール（静岡県） - 11月26日 八戸市公会堂 大ホール（青森県） | 全公演ギター1本の弾き語りライブ。アコースティックギター1本でステージしたことのない地を周るツアー。 |
| 2024年7月12日 - 2025年1月12日  | 川崎鷹也 2024-2025 Hall Tour「愛心-MANAGOKORO-」                                  | 15会場15公演 - 7月12日 栃木県総合文化センター メインホール（栃木県） - 7月15日 神戸国際会館 こくさいホール（兵庫県） - 7月23日 昭和女子大学 人見記念講堂（東京都） - 8月4日 千歳市民文化センター 北ガス文化ホール（北海道） - 8月18日 長岡市立劇場 大ホール（新潟県） - 9月14日 広島文化学園HBGホール（広島県） - 9月27日 さいたま市文化センター 大ホール（埼玉県） - 10月6日 サンポートホール高松 大ホール（香川県） - 10月14日 東京エレクトロンホール宮城 大ホール（宮城県） - 11月3日 市民会館シアーズ夢ホール 大ホール（熊本県） - 12月1日 グランキューブ大阪 メインホール（大阪府） - 12月7日 Niterra日本特殊陶業市民会館 フォレストホール（愛知県） - 12月15日 福岡市民会館 大ホール（福岡県） - 12月20日 盛岡市民文化ホール 大ホール（岩手県） - 1月12日 パシフィコ横浜 国立大ホール（神奈川県） | 全公演バンド編成のライブ。（アコースティックギター1本の弾き語りコーナーあり。） ツアーファイナルとなる神奈川公演では、フジテレビTWOにて生中継された。 |
| 2025年3月31日 - 4月3日         | billboard classics 「川崎鷹也 Premium Orchestra Consert」 ～ produced by 武部聡志 | 2会場2公演 - 3月31日 すみだトリフォニーホール 大ホール（東京都） - 4月3日 兵庫県立芸術文化センター KOBELCO大ホール（兵庫県） | 武部聡志プロデュースのフルオーケストラのプレミアムステージ。指揮・編曲は、岩城直也。演奏は、岩城率いるNaoya Iwaki Pops Orchestra(NIPO)。兵庫公演は、NIPO×大阪交響楽団。 |
| 2025年8月3日- 10月11日         | 川崎鷹也 Hall Tour 2025「まだ夢の中」                                             | 13会場13公演 - 8月3日 レクザムホール 大ホール（香川県） - 8月10日 本多の森北電ホール（石川県） - 8月17日 けんしん郡山文化センター 大ホール（福島県） - 8月22日 東京国際フォーラム ホールA（東京都） - 8月31日 iichiko総合文化センター グランシアタ（大分県） - 9月2日 愛知県芸術劇場 大ホール（愛知県） - 9月5日 グランキューブ大阪 メインホール（大阪府） - 9月7日 倉敷市民会館（岡山県） - 9月14日 あきた芸術劇場ミルハス 大ホール（秋田県） - 9月23日 沖縄コンベンションセンター 劇場棟（沖縄県） - 9月28日 福岡サンパレス コンサートホール（福岡県） - 10月2日 ロームシアター京都 メインホール（京都府） - 10月11日 札幌文化芸術劇場 hitaru（北海道） | |

主宰イベント
| 開催日          | タイトル                                                    | 会場                                 | 出演アーティスト                      | 備考 |
| --------------- | ----------------------------------------------------------- | ------------------------------------ | ------------------------------------- | --- |
| 2023年 10月28日 | メガネの会 ～アコギな3人のアコギな夜～ supported by OWNDAYS | LINE CUBE SHIBUYA（東京都）          | - 川崎鷹也 - 高橋優 - 橋口洋平(wacci) | シンガーソングライターの川崎鷹也が発起人としてメガネがトレードマークのアーティストを招いて行うイベント。全アーティスト弾き語りでライブを行った。アンコールでは、本公演のために書き下ろした「メガネのうた」を全員で歌った。 |
| 2025年 4月18日  | メガネの会 Vol.2                                            | 東京国際フォーラム ホールA（東京都） | - 川崎鷹也 - Tani Yuuki - 優里        | メガネがトレードマークの川崎鷹也が発起人となり、"メガネで繋がる人の輪を広げていきたい"という思いのもとつくったイベント。                                                                                                   |

## 使用機材
ギター
- GUILD D-55E ATB
- GIBSON songwriter

ケーブル
- MONSTE CABLE MONSTER ACOUSTIC